# Піжевка
Пі́жевка (біл. Піжаўка) — невелика річка в Верхньодвінському районі Вітебської області Білорусі.
Річка бере початок з болота в межиріччі річок Ужиця та Свольна. Серед приток має невеликий струмок справа. Впадає до річки Свольної справа.
Верхня та середня течії проходять через болота.